# نیلان، پاکستان
نیلان (به انگلیسی: Nailan) یک منطقهٔ مسکونی در پاکستان است که در کشمیر آزاد واقع شده‌است.